# Parc national d'Anavilhanas
Le parc national d'Anavilhanas (en portugais : Parque Nacional de Anavilhanas) est un parc national qui englobe un immense archipel fluvial du Rio Negro, dans l’État d’Amazonas, au Brésil. Il fait partie d'un site du patrimoine mondial (complexe de conservation de l'Amazonie centrale). 

## Localisation

Zones protégées du sud de Rio Negro
10 : Parc national d'Anavilhanas

Le parc se trouve dans les municipalités de Manaus et Novo Airão. Il est géré par l'Institut Chico Mendes pour la conservation de la biodiversité.  La partie fluviale du parc, représentant 60% de la surface totale, compte plus de 400 îles. Le parc mesure environ 130 km de long pour une moyenne de 20 km de large, soit une superficie totale de 350 470 hectares (3 504,7 kilomètres carrés). Le parc est délimité au nord et à l'est par la Zone protégée de la rive gauche du Rio Negro, une zone de conservation durable de 611 008 hectares (6 110,08 kilomètres carrés) créée en 1995. La partie fluviale s'étend jusqu'à la rive ouest du Rio Negro, qui est principalement protégé par la zone protégée de la rive droite du Rio Negro et la réserve durable du Rio Negro.  
L'altitude est comprise entre 50 et 150 mètres. Les précipitations annuelles sont en moyenne de 2 100 mm. Les températures varient entre 23 et 34 °C. Le parc contient une grande variété d'écosystèmes forestiers, fluviaux et lacustres.

## Préservation
Le parc a été créé le 6 février 1981 en tant que réserve naturelle strictement protégée couvrant 350 018 hectares (3 500,18 kilomètres carrés). Il a ensuite été reclassifié en parc national, un statut plus souple, par le décret n° 11 799 du 29 octobre 2008.
Le parc protège la zone de l'archipel fluvial Anavilhanas sur le Rio Negro, l'un des plus vastes du monde, et de ses formations forestières. Il soutient la recherche scientifique et améliore la conservation du biome amazonien grâce à l'éducation environnementale et au tourisme durable. Le parc est ouvert toute l'année. Il abrite plusieurs espèces protégées, notamment le margay (Leopardus wiedii), le jaguar (Panthera onca), le tamanoir (Myrmecophaga tridactyla), le tatou géant (Priodontes maximus), la loutre géante (Pteronura brasiliensis), le lamantin d'Amazonie (Trichechus inunguis) et le boto (Inia geoffrensis). 

Le parc national de Jaú a été inscrit au patrimoine mondial de l'UNESCO en 2000. Il fait partie du corridor biologique de l'Amazonie centrale, créé en 2002.  En 2003, ce dernier a été agrandi par l'ajout du parc national d'Anavilhanas, de la réserve durable d'Amanã et de la réserve durable de Mamirauá pour former le complexe de préservation de l’Amazonie centrale, un nouveau site du patrimoine mondial, plus vaste. Le parc a été intégré à la mosaïque du Bas-Rio Negro, un ensemble de zones protégées créé en 2010. L'unité de préservation est soutenue par le Programme des zones protégées de la région amazonienne.  

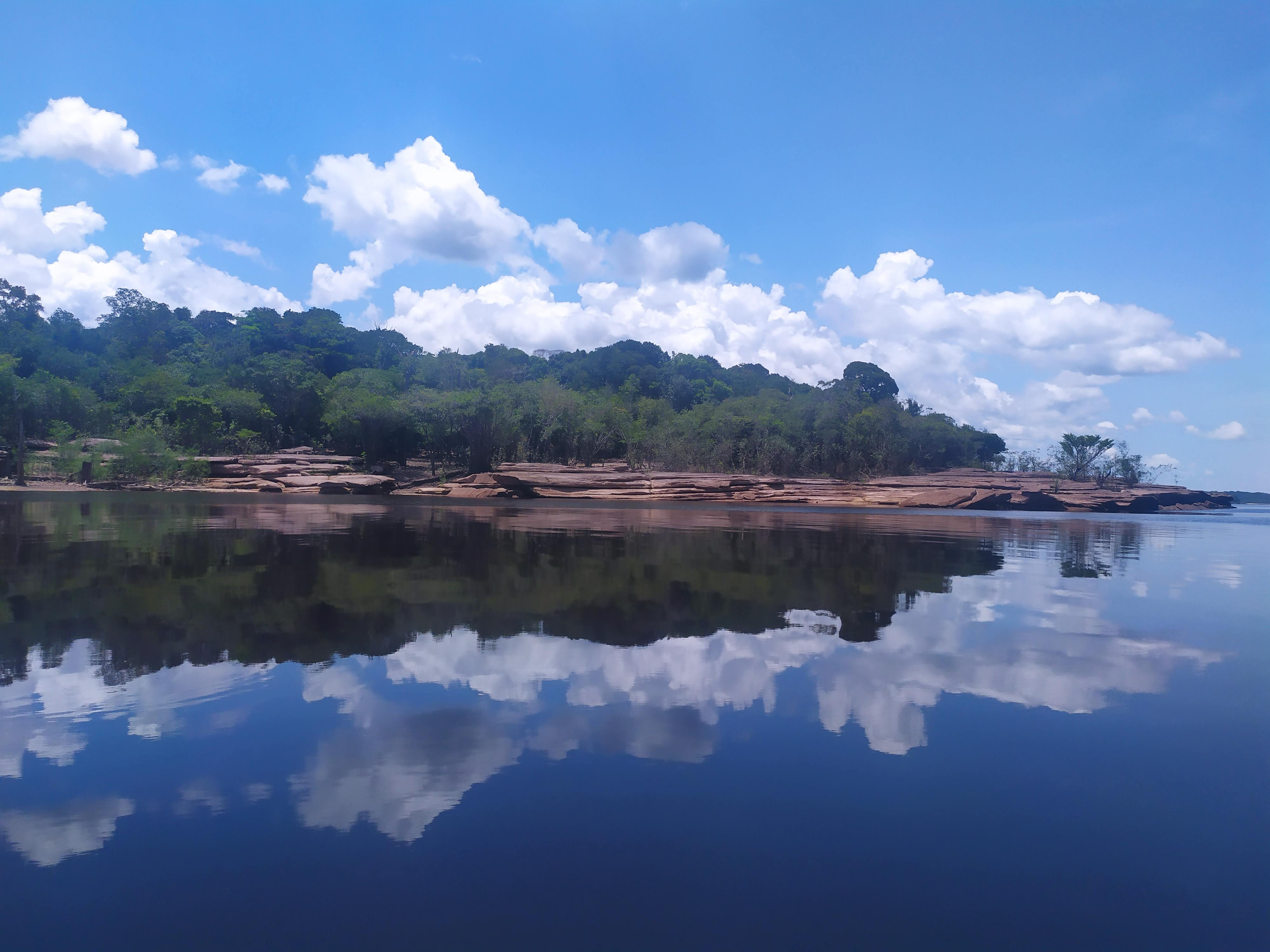
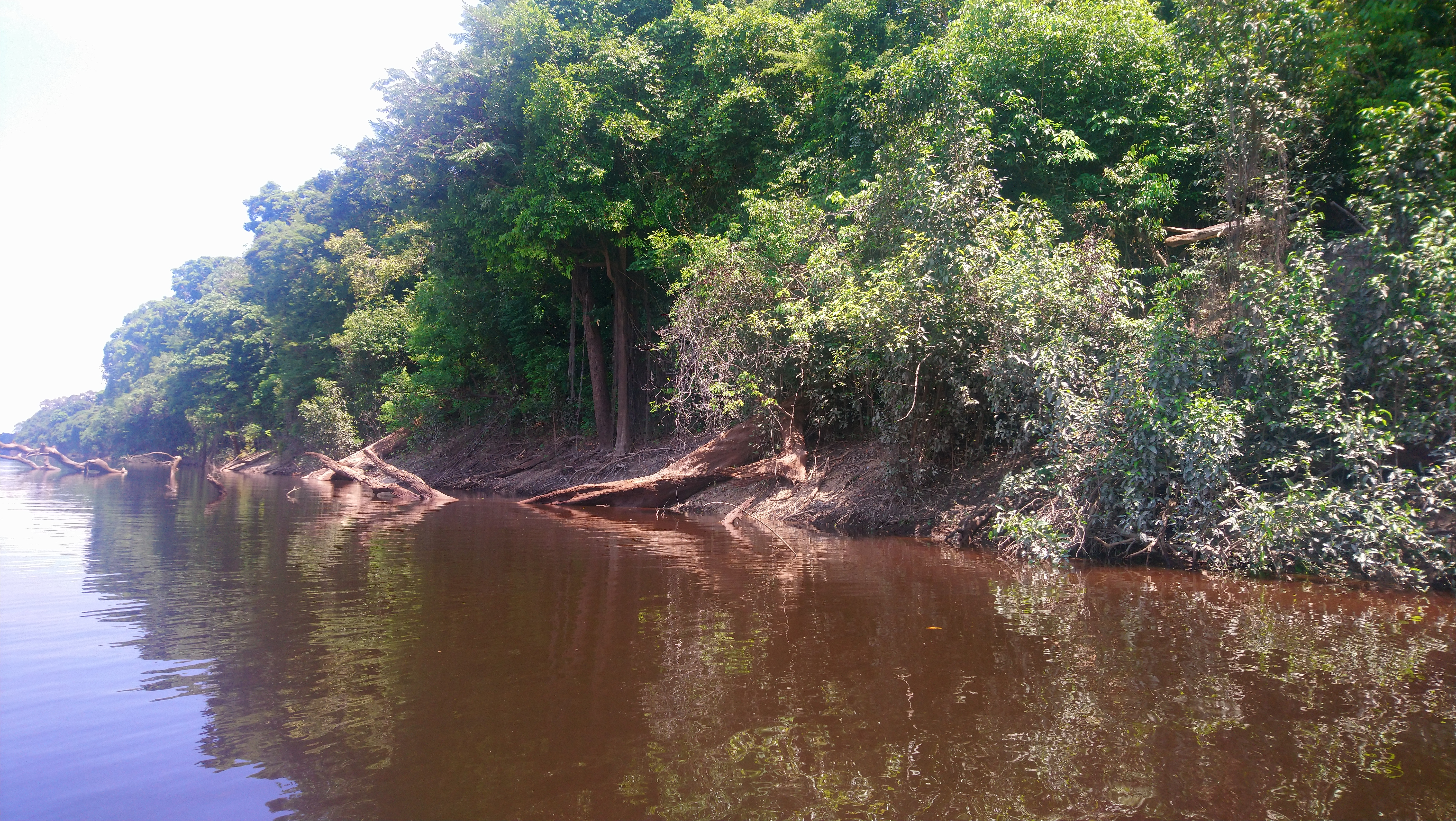
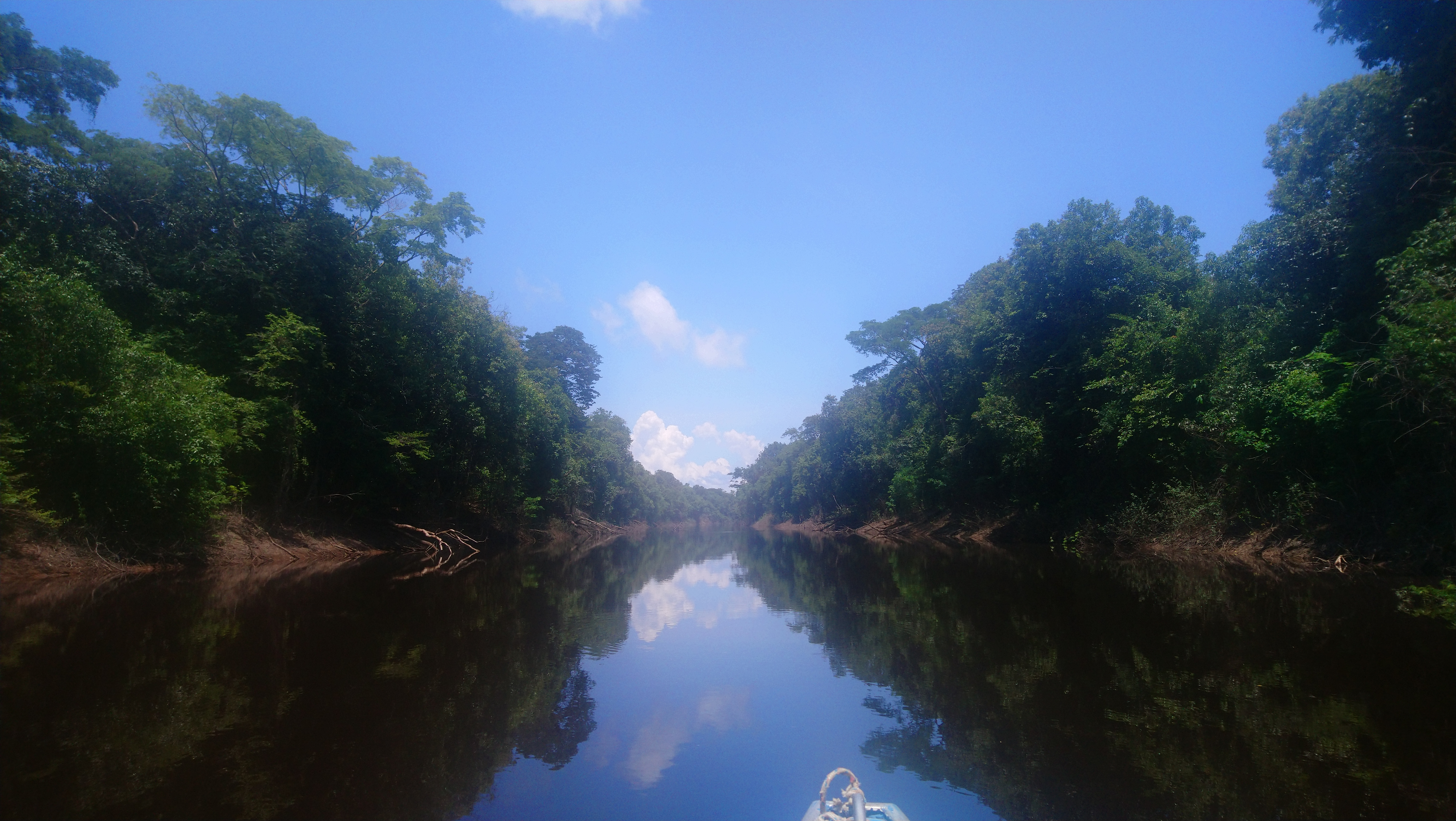
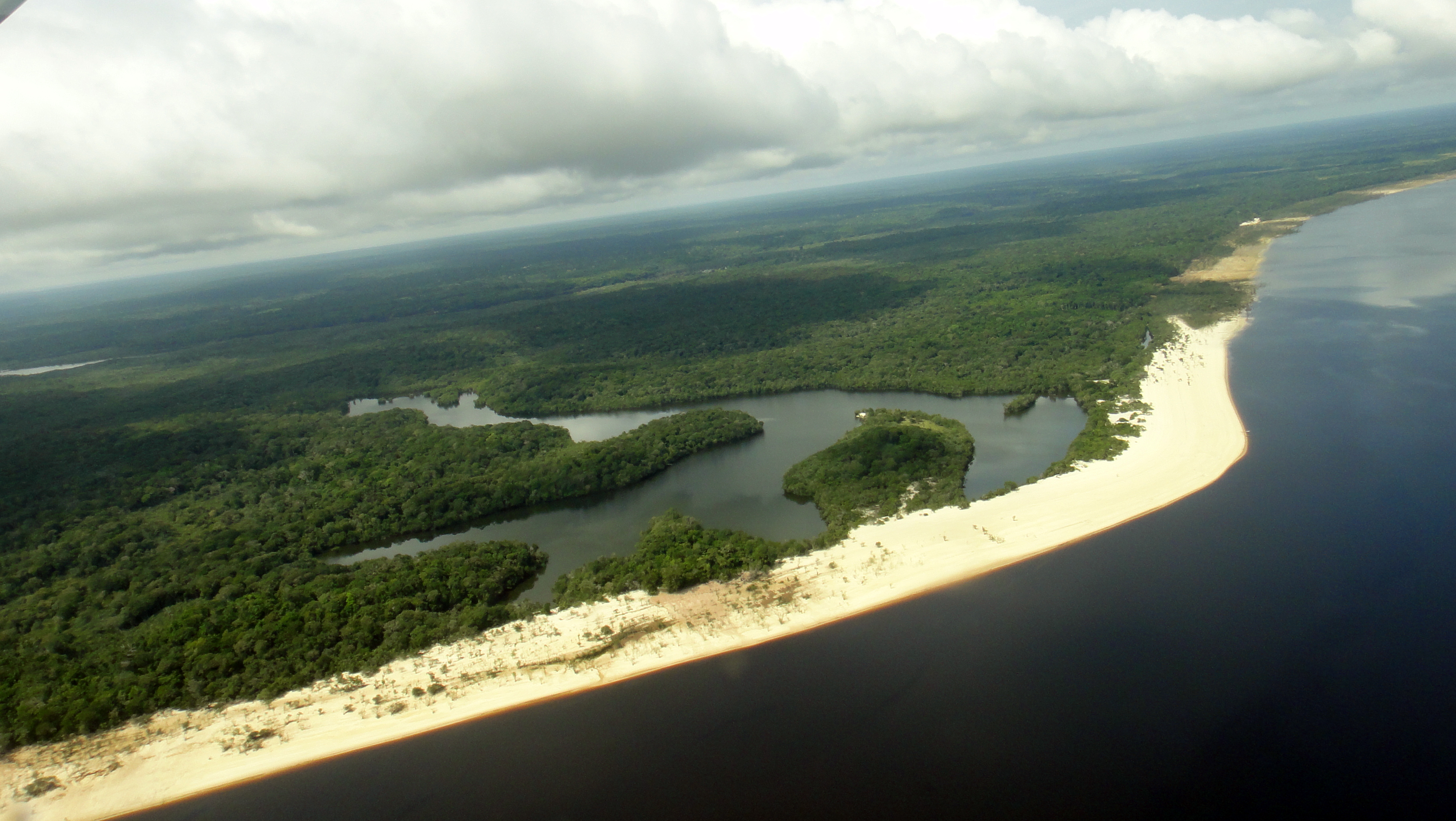
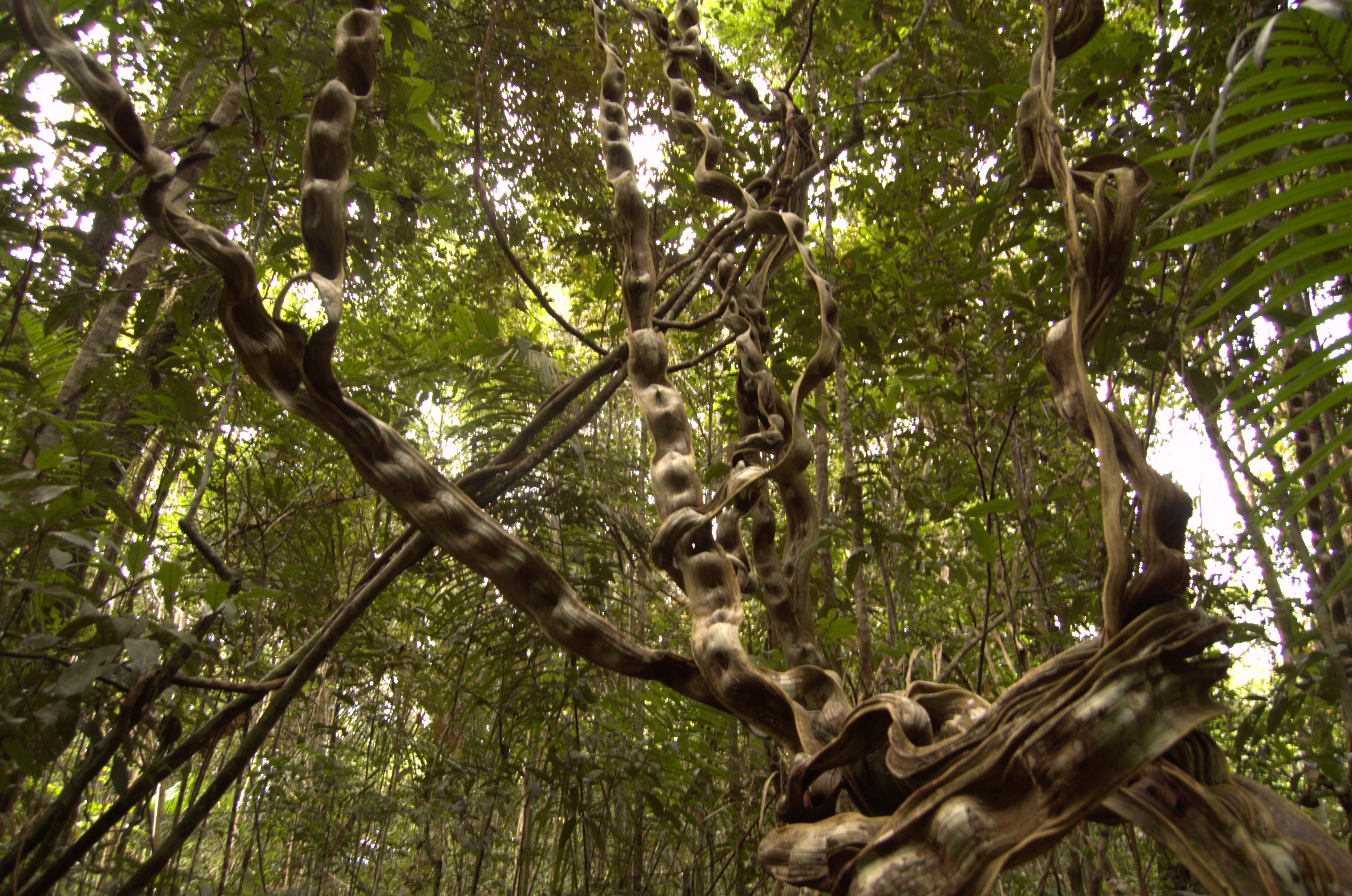
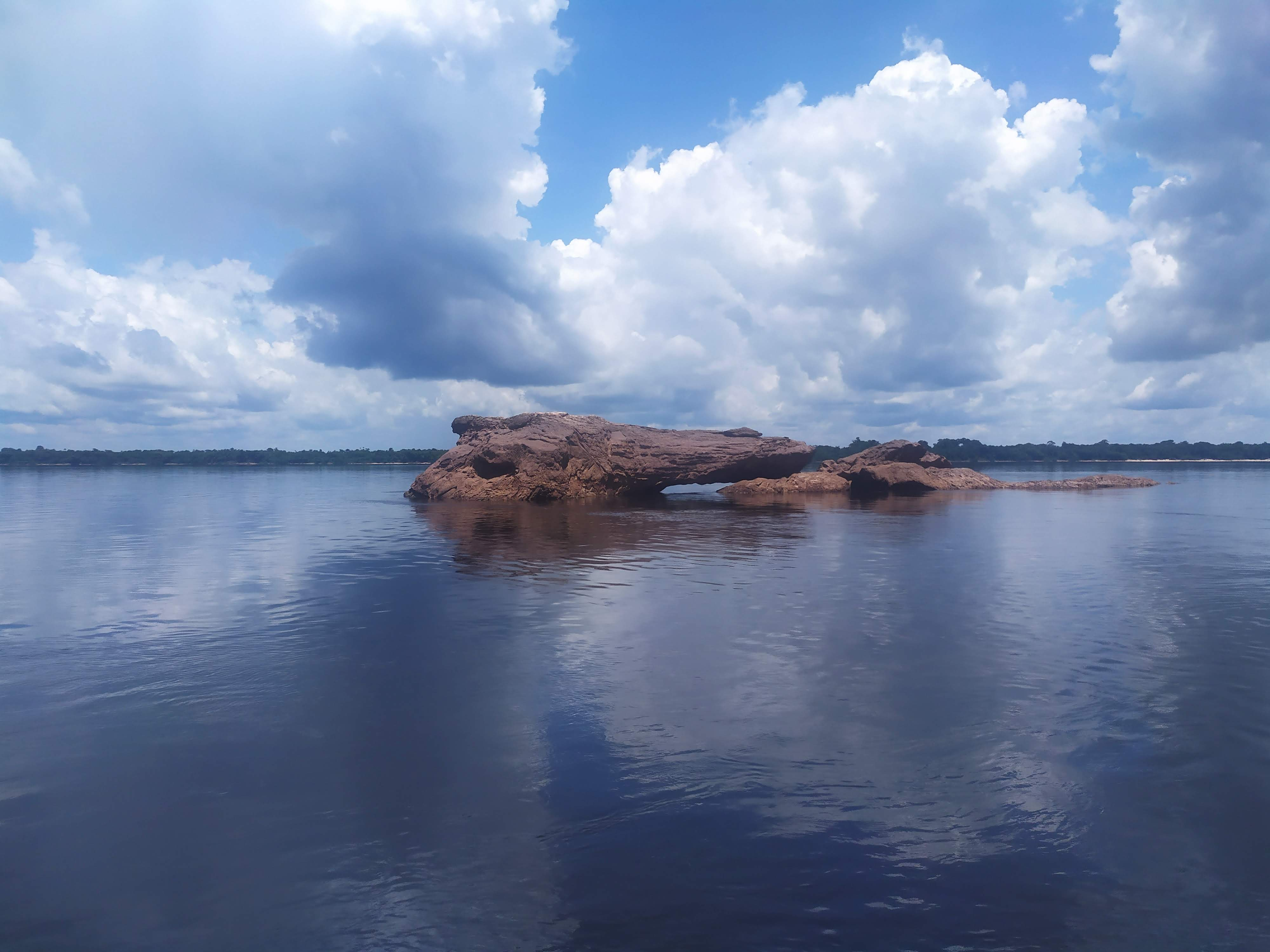